# EA-3834
EA-3834，是一种含氮有机化合物，化学式C17H25NO3，可用作抗膽鹼劑和致谵妄剂，与化学武器二苯乙醇酸-3-喹咛环酯（QNB，EA-2277）相关。